# Skyfall (banda sonora)
Skyfall es la banda sonora de la vigesimatercera película de James Bond. Fue publicada por Sony Classical el 9 de octubre de 2012 en Reino Unido y  el 6 de noviembre en Estados Unidos. La música fue compuesta por primera vez por Thomas Newman, en una banda sonora de James Bond.

## Publicación
Los productores Michael G. Wilson y Barbara Broccoli anunciaron el 9 de enero de 2012 que Thomas Newman, colaborador frecuente con Sam Mendes, volvería a ayudarlo para hacer la banda sonora de su nueva película, aunque no fue sino hasta un mes después del anuncio que empezaron a hacer las canciones.

## Lista de canciones
| Álbum |                          |          |  |
| N.º   | Título                   | Duración |  |
| 1.    | «Grand Bazaar, Istanbul» | 5:14     |  |
| 2.    | «Voluntary Retirement»   | 2:22     |  |
| 3.    | «New Digs»               | 2:32     |  |
| 4.    | «Sévérine»               | 1:20     |  |
| 5.    | «Brave New World»        | 1:50     |  |
| 6.    | «Shanghai Drive»         | 1:26     |  |
| 7.    | «Jellyfish»              | 3:22     |  |
| 8.    | «Silhouette»             | 0:56     |  |
| 9.    | «Modigliani»             | 1:04     |  |
| 10.   | «Day Wasted»             | 1:31     |  |
| 11.   | «Quartermaster»          | 4:48     |  |
| 12.   | «Someone Usually Dies»   | 2:29     |  |
| 13.   | «Komodo Dragon»          | 3:20     |  |
| 14.   | «The Bloody Shot»        | 4:46     |  |
| 15.   | «Enjoying Death»         | 1:13     |  |
| 16.   | «The Chimera»            | 1:58     |  |
| 17.   | «Close Shave»            | 1:32     |  |
| 18.   | «Health & Safety»        | 1:29     |  |
| 19.   | «Granborough Road»       | 2:32     |  |
| 20.   | «Tennyson»               | 2:14     |  |
| 21.   | «Enquiry»                | 2:49     |  |
| 22.   | «Breadcrumbs»            | 2:02     |  |
| 23.   | «Skyfall»                | 2:32     |  |
| 24.   | «Kill Them First»        | 2:22     |  |
| 25.   | «Welcome to Scotland»    | 3:21     |  |
| 26.   | «She's Mine»             | 3:53     |  |
| 27.   | «The Moors»              | 2:39     |  |
| 28.   | «Deep Water»             | 5:11     |  |
| 29.   | «Mother»                 | 1:48     |  |
| 30.   | «Adrenaline»             | 2:18     |  |
| 77:55 |                          |          |  |

| iTunes bonus track |                       |          |  |
| N.º                | Título                | Duración |  |
| 31.                | «Old Dog, New Tricks» | 1:48     |  |